# Manoir des Touches
Le manoir des Touches est un édifice situé à Dorceau, sur la commune nouvelle de Rémalard en Perche en France.

## Localisation
Le monument est situé dans le département français de l'Orne dans l'ancienne commune de Dorceau, lieudit Les Touches.

## Historique
L'édifice est daté du second quart du XVIe siècle.

## Architecture
Le manoir possède un colombier percheron du XVIe siècle.
L'édifice fait l'objet d'une inscription partielle au titre des Monuments historiques depuis le 26 avril 2005, le colombier faisant l'objet de l'arrêté.